# Iso Kangaslampi (sjö i Sonkajärvi, Norra Savolax)
Iso Kangaslampi är en sjö i kommunen Sonkajärvi i landskapet Norra Savolax i Finland. Den är 13 meter djup. Arean är 30 hektar och strandlinjen är 3,73 kilometer lång.  Den  ingår i Vuoksens huvudavrinningsområde.  Sjön ligger omkring 88 kilometer norr om Kuopio och omkring 410 kilometer norr om Helsingfors. 
I sjön finns ön Lehtosaari. 